# Geschiedenis van Kirgizië
Deze pagina geeft een overzicht van de geschiedenis van Kirgizië, van de prehistorische tot de moderne tijd.

## Prehistorie
Rotstekeningen die gevonden zijn in Sajmaluu-Taš wijzen er op dat de eerste mensen driehonderdduizend tot tweehonderdduizend jaar geleden al voet in Kirgizië hadden gezet. De eerste geschreven bronnen die gewag maken van menselijke bewoning in het gebied zijn Chinese geschriften van ongeveer tweeduizend jaar voor Christus. 

## Oudheid

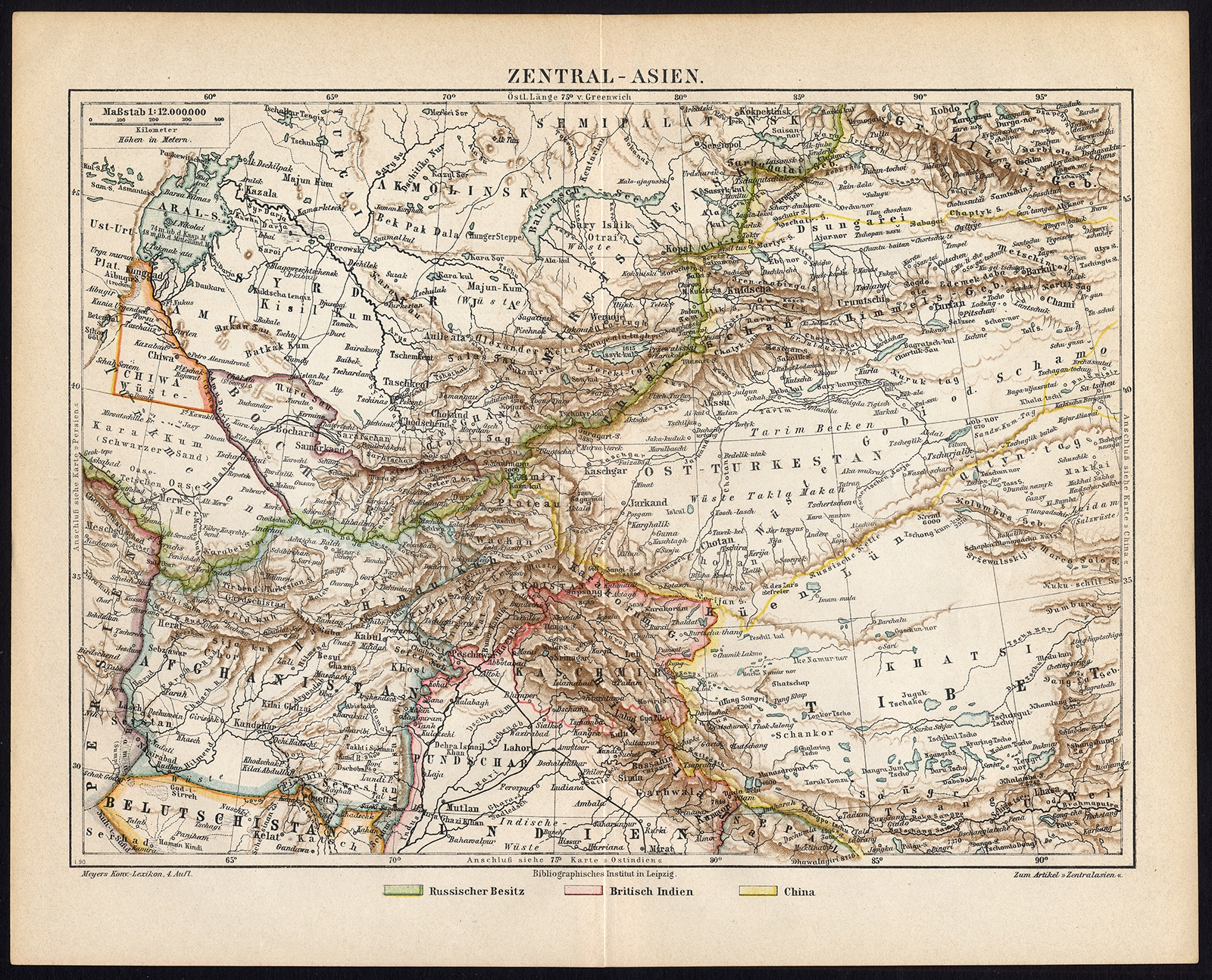
Historische kaart van Kirgizië

De geschiedenis van de Kirgiezen gaat terug tot 201 voor Christus. De eerste Kirgiezen woonden langs de Jenisej-riviervallei in Centraal-Siberië. Zij vielen in de loop van de tijd onder de heerschappij van de Göktürken en de Oeigoeren. Een Kirgizische legende spreekt over Kyzyl Taigan ("Rode hond") als de vader van alle Kirgiezen. De dochter van een khan maakte altijd lange wandelingen in het gezelschap van 40 dienaressen. Toen ze op een dag terugkwamen was hun hele woonplaats vernietigd. Het enige levende wezen was een rode hond. Deze zou vervolgens kinderen verwekken bij de 40 dienstmeisjes, het begin van het Kirgizische volk. Kyrk-kyz betekent "veertig" in het Kirgizisch.

## Middeleeuwen
Het Kirgizische rijk bereikte zijn grootste omvang in het jaar 840. Zij rukten op tot Tian Shan en behielden de macht in dat gehele gebied voor een periode van tweehonderd jaar. In de 12e eeuw begon het gebied echter te krimpen door toedoen van de oprukkende Mongoolse legers. In de dertiende eeuw trokken veel Kirgiezen richting het zuiden. De Mongoolse invasie vernietigde het Kirgizische grondgebied en maakte een einde aan de eigen geschreven taal. In dezelfde tijd groeide het belang van het gebied doordat de zijderoute door Kirgizië heen liep. Verschillende Nestoriaanse grafstenen getuigen daarvan.  In de periode werden ze tot 1685 overheerst door verschillende Turkse stammen. Daarna kwamen ze onder heerschappij van de Oirat.

## Onderdeel van het Russische keizerrijk
De eerste banden met het Russische rijk dateren uit 1775 toen Tynay Biy Uulu, een van de Sarybagysh stammen, een diplomatieke missie stuurde naar tsarina Catharina de Grote in Sint-Petersburg. In het begin van de 19e eeuw kwam Kirgizië onder de heerschappij van de Khan van Kokand. Dit gebied werd vervolgens in 1876 weer geannexeerd door het Russische Keizerrijk. De Russische overname leidde tot verschillende opstanden en veel Kirgiezen vluchtten naar het Pamirgebergte of Afghanistan. 
Aan het einde van de jaren negentig van de 19e eeuw ontstonden er in Centraal-Azië belangrijke nationalistische groeperingen die zich zowel tegen de Russische tsaar als tegen de plaatselijke heersers (de khans en emirs) verzetten. In het noordelijke deel van Kirgizië dat indertijd tot de Russische provincie Kazachstan werd gerekend, ontstond de Kirgizisch-Kazachse beweging Alash Orda. Alash Orda streefde niet alleen naar een zelfstandige Centraal-Aziatische staat, maar ook naar democratie en het breken van de macht van de plaatselijke stamhoofden. In het zuidelijke deel van Kirgizië dat tot het Kanaat van Kokand behoorde, ontstond een soortgelijke beweging als Alash Orda.
In 1916 brak er in Centraal-Azië een revolte uit. Belangrijkste reden voor deze revolte was de invoering van de dienstplicht voor de Centraal-Aziaten (in verband met de Eerste Wereldoorlog). Veel Kirgiezen vluchtten toen naar China.

## Deel van de Sovjet-Unie

Vlag van de KSSR

In 1918 werd het Kirgizisch gebied veroverd door het Rode Leger en werd het gebied onderdeel van de Russische Socialistische Federatieve Sovjetrepubliek (RSFSR). In 1924 werd de Kara-Kirgizische Autonome Oblast geformeerd (vanaf 1925: Kirgizische Autonome Oblast) opgericht binnen de RSFSR. Op 1 februari 1926 werd de autonome oblast de Kirgizische ASSR, niet te verwarren met de Kazachse ASSR die van 1920 tot 1925 òòk "Kirgizische ASSR" heette. Dit kwam doordat men voorheen in Rusland alle aanverwante volkeren "Kirgiezen" noemde, en de eigenlijke Kirgiezen "Kara-Kirgiezen".
Op 5 december 1936 kwam de Kirgizische Socialistische Sovjetrepubliek (Kirgizische SSR) tot stand. De nieuwe staat trad onmiddellijk toe tot de Unie van Socialistische Sovjetrepublieken.
Tijdens de communistische overheersing werden er pogingen gedaan om de Kirgizische economie in een snel tempo te industrialiseren. Ondanks de toestroom van Russische immigranten en relatieve successen behoorde Kirgizië altijd al tot de economisch minst levensvatbare Sovjetrepublieken. De oorsprong van het gebied bestond oorspronkelijk voor een groot deel uit nomadenstammen, maar deze werden gedwongen om op een vaste plek in de steden te gaan wonen. Tegelijkertijd vond er door toedoen van de Sovjets een grote volksverhuizing van Russen richting het gebied plaats, waardoor Kirgizië tegenwoordig een grote Russische minderheid kent. De Kirgiezen zijn overwegend moslim, terwijl de Russen met name Russisch-orthodox zijn.
Met het aantreden van Michael Gorbatsjov {als nieuwe secretaris-Generaal van de Communistische Partij ontstond er meer openheid. Hij lanceerde vrijwel meteen zijn politiek van glasnost en perestrojka. Op 2 november 1985 verving Gorbatsjov Turdakun Usubailiyev, die 24 jaar de Eerste Secretaris-Generaal van de Communistische Partij van Kirgizië was geweest, voor Absamat Masaliyev. De pers kreeg meer vrijheid, alhoewel andere politieke partijen nog steeds verboden bleven. 
Gorbatsjov voerde ook een hervorming door waardoor de belangrijkste machthebber van de verschillende republieken niet meer de hoogste partijfunctionaris van de Communistische Partij ter plekke was, maar het hoofd van de republiek. Elk van de vijf secretaris-generaals in de vijf Sovjetrepublieken in Centraal-Azië stelde zich verkiesbaar en won omdat nog nauwelijks sprake was van een georganiseerde oppositie. In Kirgizië was de Communistische Partij met Masaliyev aan het hoofd de enige partij die meedeed aan de verkiezingen in februari 1990. Zij verkreeg negentig procent van de stemmen en kozen Masaliyev als het nieuwe hoofd van de republiek Kirgizië.

## Onafhankelijkheid

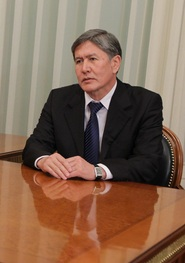
De huidige premier Almazbek Atambajev

De oppositie ondernam snel actie en op 1 mei 1990, de Dag van de Arbeid. organiseerde zij de eerste grote demonstratie. De verschillende oppositiegroepen verenigden zich en wisten snel aan aanhang te winnen in het parlement. Bij de presidentsverkiezingen die op 27 oktober 1990 plaatsvonden, werd Masaliyev verslagen door Asjar Akayev. Daarmee was Kirgizië de enige van de vijf republieken die de zittende communistische machthebbers wegstemden. Per 1 januari 1991 werd de naam van het land veranderd naar Republiek van Kirgizië. In diezelfde maand kondigde Akayev een nieuwe regeringsstructuur aan. De naam van de hoofdstad veranderde van Frunze naar Bishkek. Tijdens de augustusstaatsgreep in Moskou, probeerden conservatieve communisten in Kirgizië president Akajev tevergeefs ten val te brengen. Na de mislukte coup zegden de president en diens vicepresident German Kuznetsov per direct hun lidmaatschap van de Communistische Partij op. Op 31 augustus 1991 riep Kirgizië de onafhankelijkheid uit.
Kirgizië nam in 1993 een nieuwe grondwet aan en werd daarmee een presidentiële republiek. In de grondwet wordt ook de bijzondere positie van de islam benadrukt. Ondanks deze specifieke vermelding zijn er na 1996 (opkomst van de Taliban) moslimfundamentalisten actief in Kirgizië. In 1995 en in 2000 werd Akajev herkozen als president. In maart 2002 was er een protest tegen president Akajev omdat Azimbek Beknazarov, een parlementariër die ervan verdacht werd zijn macht te hebben misbruikt, terecht moest staan. De meer dan 2000 demonstranten waren het hier niet mee eens en vreesden dat de regering hierachter zat om Beknazarov monddood te maken. Bij deze demonstratie vielen zeker 6 doden en 61 gewonden.
In februari 2005 vonden er frauduleuze parlementsverkiezingen plaats. Zowel de oppositie als internationale waarnemers beschouwen de verkiezingsuitslag als ondemocratisch. Er vonden dagelijks demonstraties plaats. Op Palmzondag (21 maart) werden enige belangrijke gebouwen in de hoofdstad Bisjkek bezet. Oppositiekrachten - die zich duidelijk lieten leiden door de Rozenrevolutie in Georgië 15 maanden eerder - noemen deze opstand de Tulpenrevolutie.
Uiteindelijk leidde dit op Witte Donderdag (24 maart) tot een machtsomwenteling, waardoor Akajev zijn positie moest opgeven. Koermanbek Bakijev werd daarbij interim-president en voorzitter van het parlement. In juli 2005 werd Bakijev tot president verkozen. Na de inauguratie benoemde hij volgens afspraak Feliks Koelov tot premier.
Bakijev moest op zijn beurt in april 2010 gedwongen aftreden vanwege demonstraties. De aanleiding daarvoor was de  arrestatie van een aantal oppositieleiders en pogingen van de zittende regering om de vrijheid van meningsuiting te beknotten en de media in hun werk te belemmeren. Op 7 april vielen ten minste tientallen doden bij bloedige betogingen, waarna de oppositie, onder leiding van Roza Otoenbajeva, de macht greep.  Na bemiddeling van Kazachstan, Rusland en de Verenigde Staten heeft de verdreven president Koermanbek Bakijev op 16 april 2010 ontslag genomen nadat hij naar de buurrepubliek Kazachstan gevlogen was. 
Deze nieuwe regering zocht vooral steun bij Rusland, omdat ze niet tevreden was over het beleid van Amerika. Oetoenbajeva werd in december 2011 opgevolgd door partijgenoot Almazbek Atambajev. Deze zorgde ervoor dat de Amerikaanse legerbases in Kirgizië in 2014 werden ontruimd. In 2017 volgde Sooronbaj Jeenbekov Atambajev hem op. Beide mannen kwamen met elkaar in botsing. In juni 2020 werd Atambajev veroordeeld tot een celstraf van elf jaar wegens corruptie. Jeenbekov kwam op zijn beurt in oktober 2020 in de problemen na massale protesten na de parlementsverkiezingen. Volgens de demonstranten waren deze frauduleus. Zij bestormden het parlementsgebouw en bevrijdde Atambajev uit de gevangenis. Jeenbekov riep vervolgens de noodtoestand uit.
Geschiedenis van:
Afghanistan · 
Armenië · 
Azerbeidzjan · 
Bahrein · 
Bangladesh · 
Bhutan · 
Brunei · 
Cambodja · 
China · 
Filipijnen · 
Georgië · 
India · 
Indonesië · 
Irak · 
Iran · 
Israël · 
Japan · 
Jemen · 
Jordanië · 
Joodse Autonome Oblast · 
Kazachstan · 
Kirgizië · 
Koeweit · 
Korea (Noord-Korea, Zuid-Korea) · 
Laos · 
Libanon · 
Malediven · 
Maleisië · 
Mongolië · 
Myanmar · 
Nepal · 
Oezbekistan · 
Oman · 
Oost-Timor · 
Pakistan · 
Palestina · 
Qatar · 
Rusland ·  
Saoedi-Arabië · 
Siberië · 
Singapore · 
Sri Lanka · 
Syrië · 
Tadzjikistan · 
Taiwan · 
Thailand · 
Tibet · 
Toeva · 
Turkije · 
Turkmenistan · 
Verenigde Arabische Emiraten · 
Vietnam · 
Xinjiang
Midden-Oosten · Centraal-Azië · Zuid-Azië